# Mikroangiopatia

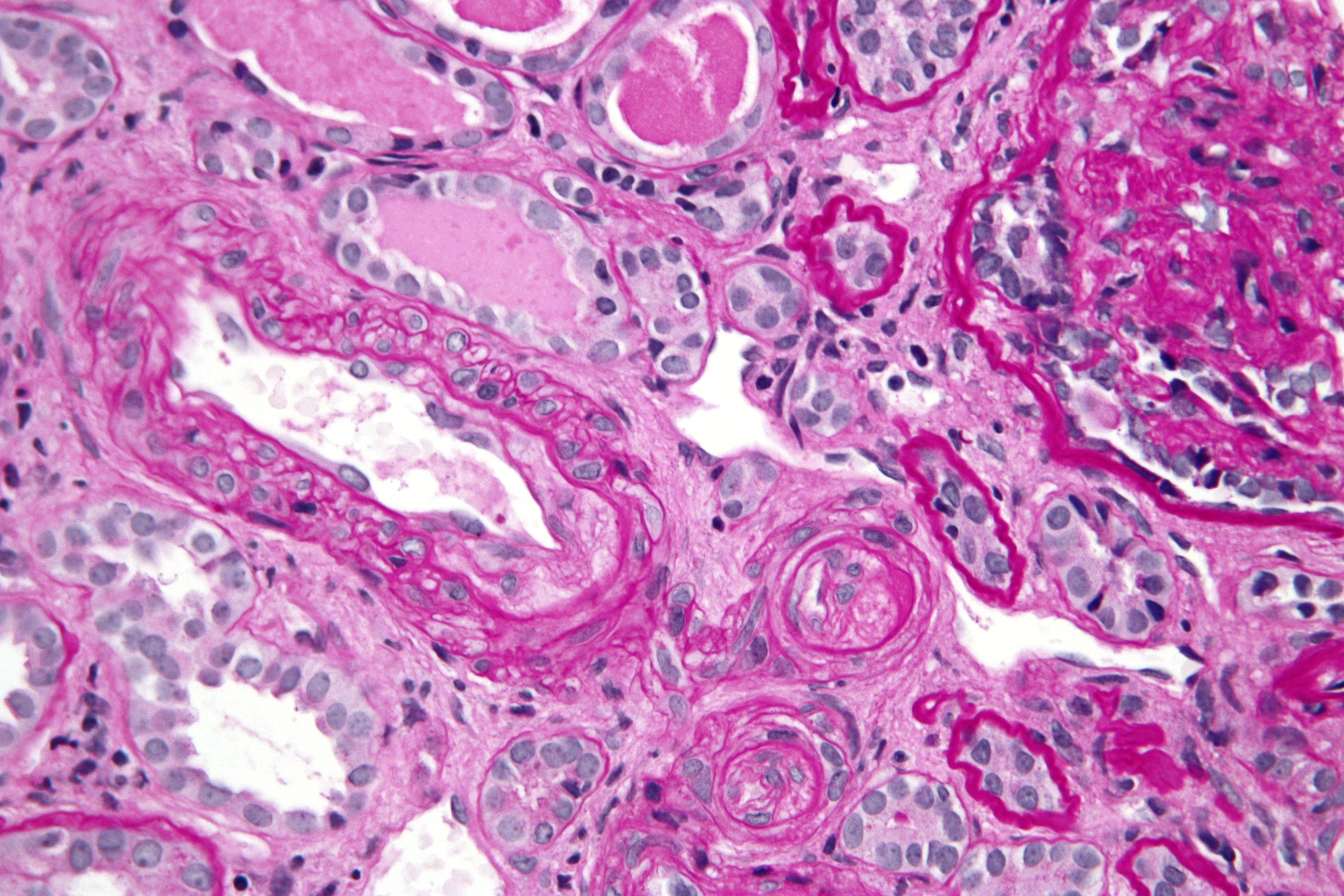
Mikroangiopatia zakrzepowa w bardzo dużym powiększeniu. Biopsja nerki. (maj 2010).

Mikroangiopatia – zmiany zachodzące w niewielkich naczyniach krwionośnych.

Postacie kliniczne mikroangiopatii cukrzycowej:
- retinopatia cukrzycowa,
- nefropatia cukrzycowa,
- neuropatia cukrzycowa, w tym stopa cukrzycowa[1].

Do głównych przyczyn mikroangiopatii zakrzepowej  związanej z ostrym uszkodzeniem nerek zaliczają się zespół hemolityczno-mocznicowy i zakrzepowa plamica małopłytkowa. Mikroangiopatia zakrzepowa może też wiązać się z przeszczepianiem komórek krwiotwórczych.